# Vibrac (Charente-Maritime)
Vibrac é uma comuna francesa na região administrativa da Nova Aquitânia, no departamento de Charente-Maritime. Estende-se por uma área de 5,02 km². Em 2010 a comuna tinha 153 habitantes (densidade: 30,5 hab./km²).